# WWE Over the Limit
Over the Limit was een professioneel worstel-pay-per-view (PPV) evenement dat georganiseerd werd door de World Wrestling Entertainment (WWE). Het evenement debuteerde in 2010 en verving het jaarlijkse evenement WWE Judgment Day. De naam werd verwezen naar de hoofdwedstrijden die werden betwist in hardcore regels: "I Quit" match en No Disqualification match. In 2013 werd het evenement vervangen door WWE Battleground.

## Chronologie
| Evenement           | Datum       | Stad                    | Locatie         | Main Event                                                                 |
| ------------------- | ----------- | ----------------------- | --------------- | -------------------------------------------------------------------------- |
| Over The Limit 2010 | 23 mei 2010 | Detroit, Michigan       | Joe Louis Arena | John Cena (c) vs. Batista in een "I Quit" match voor het WWE Championship. |
| Over The Limit 2011 | 22 mei 2011 | Seattle, Washington     | KeyArena        | John Cena (c) vs. The Miz in een "I Quit" match voor het WWE Championship. |
| Over The Limit 2012 | 20 mei 2012 | Raleigh, North Carolina | PNC Arena       | John Cena vs. John Laurinaitis in een No Diqualification match.            |